# Matthias Weckmann
Matthias Weckmann (también Weckman) (Niderdorla, Turingia, 1619 - Hamburgo, 24 de febrero de 1674) fue un músico del norte alemán y compositor del Barroco.

## Vida
Su formación musical tuvo lugar en Dresde como miembro del coro en la corte de Sajonia, bajo la dirección de Heinrich Schütz, y luego en Hamburgo, donde trabajó con el famoso organista Jacob Praetorius, en la iglesia de San Pedro (Petrikirche).
Weckmann viajó a Dinamarca en 1637 con Schütz. Se convirtió en organista de la corte del príncipe elector de Sajonia en Dresde de 1638 a 1642 y regresó a Dinamarca, donde permaneció hasta 1647, durante la Guerra de los Treinta Años.
Durante una nueva (y última) estancia en Dresde de 1649 a 1655, se reunió con Johann Jakob Froberger durante una competición musical organizado por el príncipe elector. En 1655, después de un concurso, fue nombrado organista titular en la iglesia de San Jacobo (Jakobkirche) en Hamburgo, donde pasó el resto de su vida. Fundó un renombrado conjunto orquestal, el llamado Collegium Musicum en Hamburgo. Este fue el período más productivo de su vida: las composiciones de esta época incluyen una colección de 1663, en que usan textos sagrados para recordar la terrible epidemia de peste que causó la muerte de muchos de sus colegas en Hamburgo ese mismo año, incluyendo a Heinrich Scheidemann.

## Obras
Weckmann compuso obras para órgano, variaciones corales, preludios y obras para clavecín, piezas en las que se mezclan las influencias italianas y francesas. Además compuso diversas sonatas para tres o cuatro instrumentos, así como para orquesta y música vocal sagrada. Estilísticamente, la mayoría siguieron la tendencia progresiva de Schütz, incluida la tendencia a aumentar cromatismos y motivos contrapuntísticos de mucha complejidad. Este estilo iba en contra de las tendencias prevalecientes de la época hacia la simplificación, que en gran parte se pueden ver a partir de la música de Schütz. Weckmann es un buen ejemplo de un compositor, cuyas obras se hubieran perdido totalmente a la historia si no hubiera sido por el interés que en el siglo XIX se desarrolló por la investigación de los predecesores de J.S. Bach.

## Eponimia
El asteroide (7587) Weckmann fue nombrado así en su honor.